# Tréguennec

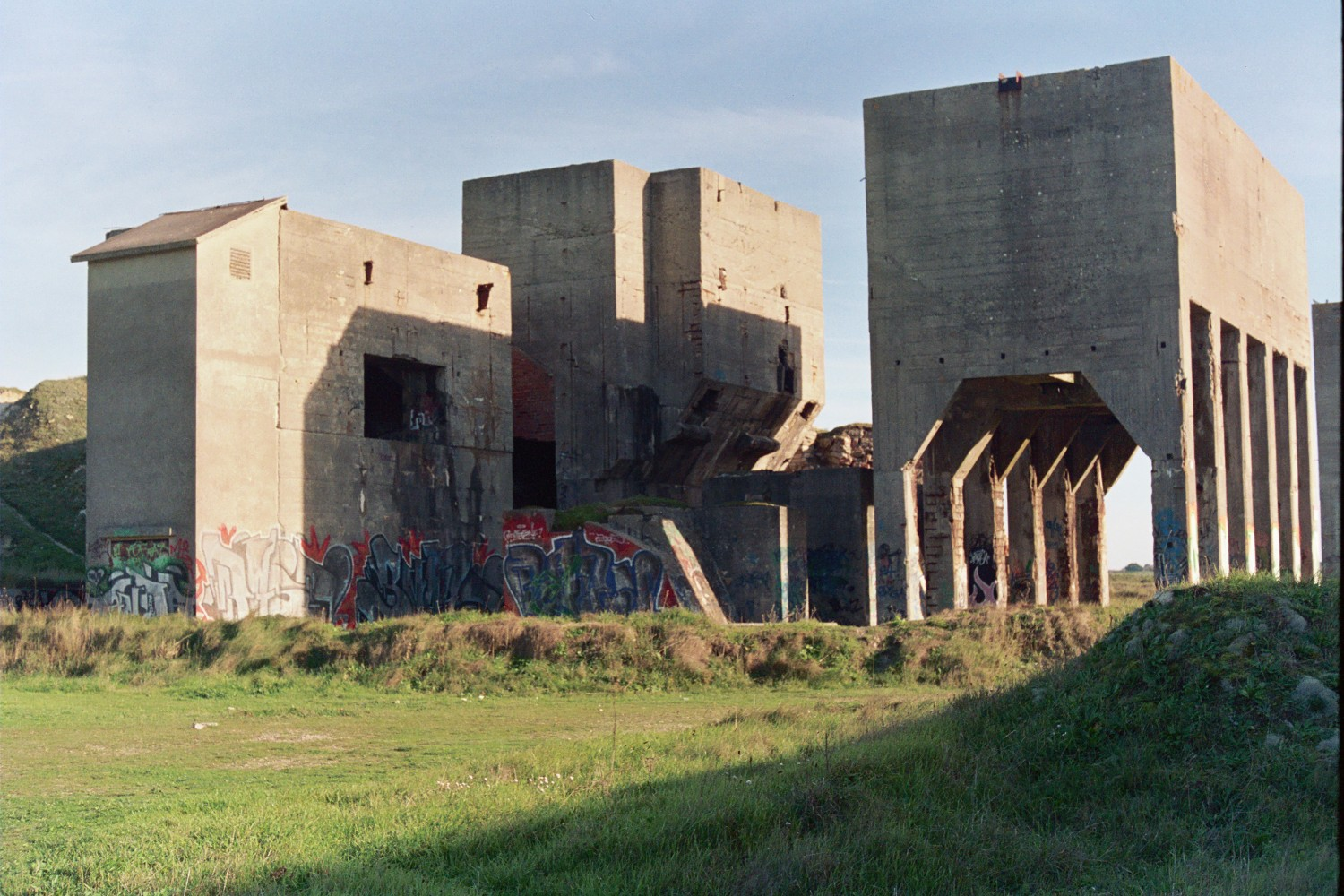
Pozostałości po fabryce produkującej materiały budowlane na potrzeby konstrukcji Wału Atlantyckiego

Tréguennec (bret. Tregeneg) – miejscowość i gmina we Francji, w regionie Bretania, w departamencie Finistère.
Według danych na rok 1990 gminę zamieszkiwały 303 osoby, a gęstość zaludnienia wynosiła 32 osoby/km² (wśród 1269 gmin Bretanii Tréguennec plasuje się na 942. miejscu pod względem liczby ludności, natomiast pod względem powierzchni na miejscu 855.).